# Graphania chlorodonta
Graphania chlorodonta är en fjärilsart som beskrevs av George Francis Hampson 1911. Graphania chlorodonta ingår i släktet Graphania och familjen nattflyn. Inga underarter finns listade i Catalogue of Life.